# 沙頭角邨
沙頭角邨（英語：Sha Tau Kok Chuen）是香港房屋協會「郊區公共房屋計劃」第二個興建的公共屋邨，也是香港唯一一個位於邊境禁區的公共屋邨，位於新界北區沙頭角墟內，是香港最北面的公共屋邨，第1至4期由森蘭郭斯亞洲、Mott, Hay and Anderson 及 H.A.Brechin Company 聯手設計，大廈以T字型及L字型（轉角位）作平面規劃，當中大部份的T字型樓宇更是錯層式設計，而外貌以法國鄉村式房屋風格設計，窗戶比例則按香港鄉村房屋窗戶比例去設計，立面採用了橙色斜面瓦頂，素色灰泥修飾牆身，並裝上了鐵窗；第5期迎海樓則由利安顧問負責建築設計。

## 歷史及簡介

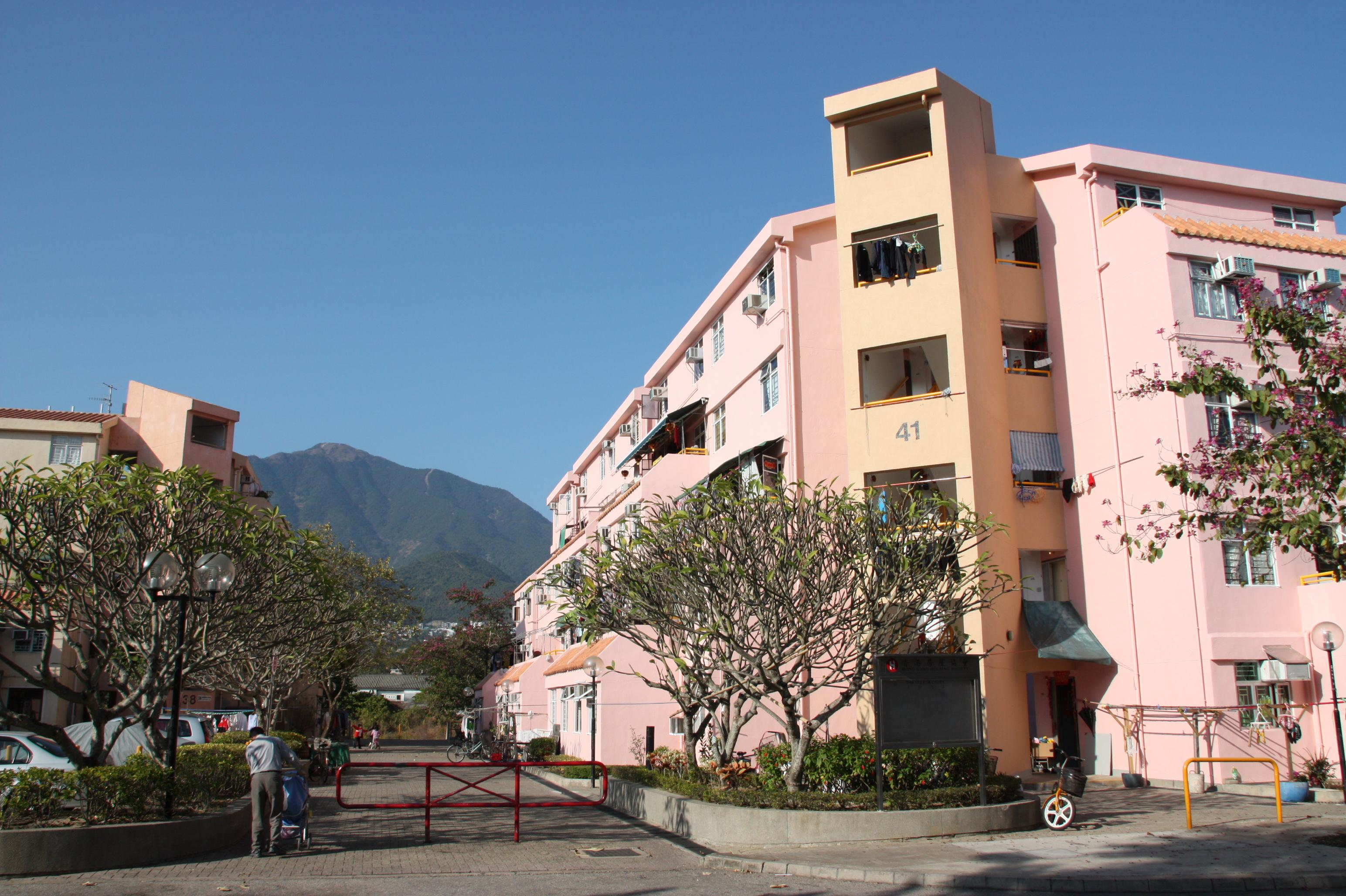
2009年的沙頭角邨

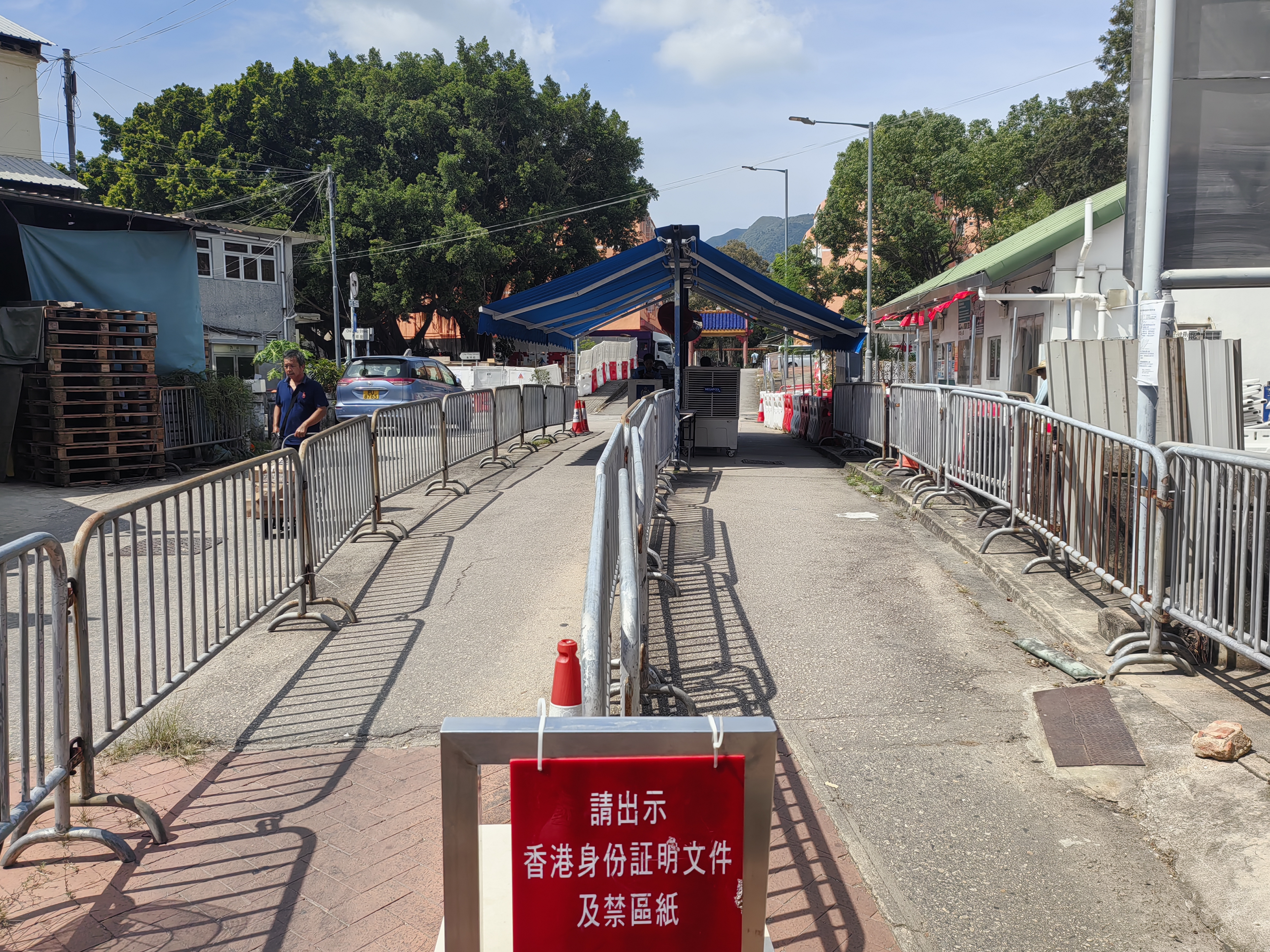
從香港深圳邊界望見的沙頭角邨

1986年，政府有計劃重建沙頭角地區，拆除該區寮屋，因此向香港房屋協會批出1億1050萬港元貸款興建沙頭角邨，同時美化沙頭角環境。由於1988年沙頭角管制站擴建，香港房屋協會建設沙頭角邨，來安置「鹽寮下棚屋區」受清拆影響的居民。
住宅單位內的設計也同時考慮到通風、採光、景觀的因素，單位除露台、廚房及浴室(附淋浴間)外，內部是沒有固定間格的，但窗戶位置已按預計的房間位置設定好，住戶可按需要分間成一房至三房單位。
屋邨第1，2及3期由天順建築承建；第4期則由方永勝建築承建；第5期由德材建築承建；全邨共52座5-6層高住宅大廈，1-4期樓宇不設電梯，對殘疾人士或會構成不便。除16-27座採用特別設計外，其餘共分13款大廈設計及4款單位設計，每層2至4伙，共662個單位，分4期發展第1期（1-19座）共242個單位，於1988年8月入伙，及第2期（20-24座）共56個單位，於1988年12月入伙，第3期(28-41座)共187個單位，於1989年9月入伙及第4期（25-27及42-51座）共177個單位，於1991年4月入伙。
2014年，行政長官施政報告提到將沙頭角邨第4期隔壁的土地撥歸香港房屋協會發展140個單位的出租屋邨之用，命名為「迎海樓」，分大小兩種單位，22平方米供1/2人家庭申請；32平方米，共有105伙，供3/4人家庭申請，其中40伙預留給沙頭角邨擠迫戶申請，其餘100伙則公開予持禁區紙及符合房協甲類出租屋邨的申請人申請，迎海樓於2016年9月19日至30日接受申請，於2017年4月落成。

## 屋邨資料
沙頭角邨是房協第2個「郊區公共房屋」，共有52座，共分五期興建，為現時擁有最多樓宇座數的公共屋邨，及唯一位於禁區內的公共屋邨。

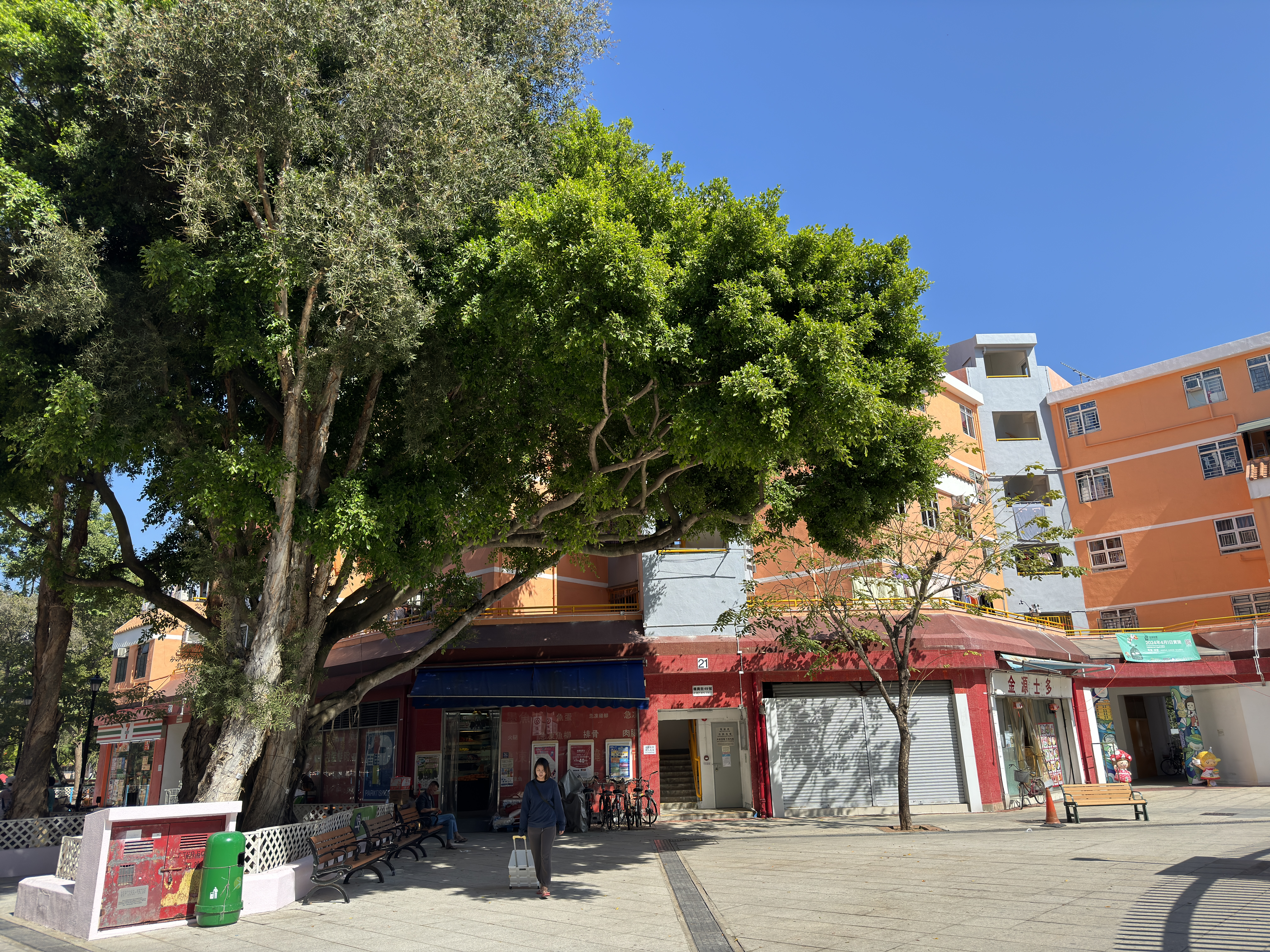
沙頭角邨商場

沙頭角邨發展計劃內包括了：市鎮廣場、巴士總站、沙頭角公共圖書館、邨內設商場（商店包括惠康、百佳、屈臣氏、中國銀行沙頭角分行、餅店、士多、雜誌社、茶餐廳等）、邨內更設有多個兒童遊樂場、民政事務總署沙頭角社區會堂、迦南中英文幼稚園（沙頭角） （页面存档备份，存于）及沙頭角中心小學。附近設施包括沙頭角警崗和沙頭角消防局。

### 樓宇
| 樓宇名稱（座號） | 樓宇類型         | 入伙日期   | 樓宇層數 | 每層伙數 | 建築師                                                                              | 承建商     | 期數 |
| ---------------- | ---------------- | ---------- | -------- | -------- | ----------------------------------------------------------------------------------- | ---------- | ---- |
| 第1至19座        | 房協郊區公共房屋 | 1988年8月  | 5        | (待補)   | 森蘭郭斯亞洲有限公司、 Mott, Hay and Anderson Hong Kong Ltd、 H.A.Brechin & Company | 天順建築   | 1    |
| 第20至24座       | 房協郊區公共房屋 | 1988年12月 | 5        | (待補)   | 森蘭郭斯亞洲有限公司、 Mott, Hay and Anderson Hong Kong Ltd、 H.A.Brechin & Company | 天順建築   | 2    |
| 第25至27座       | 房協郊區公共房屋 | 1991年4月  | 5        | (待補)   | 森蘭郭斯亞洲有限公司、 Mott, Hay and Anderson Hong Kong Ltd、 H.A.Brechin & Company | 方永勝建築 | 4    |
| 第28至41座       | 房協郊區公共房屋 | 1989年9月  | 5        | (待補)   | 森蘭郭斯亞洲有限公司、 Mott, Hay and Anderson Hong Kong Ltd、 H.A.Brechin & Company | 天順建築   | 3    |
| 第42至51座       | 房協郊區公共房屋 | 1991年4月  | 5        | (待補)   | 森蘭郭斯亞洲有限公司、 Mott, Hay and Anderson Hong Kong Ltd、 H.A.Brechin & Company | 方永勝建築 | 4    |
| 迎海樓（第52座） | 房協郊區公共房屋 | 2017年4月  | 5        | (待補)   | 利安顧問有限公司                                                                    | 德材建築   | 5    |

### 出租單位面積及編配標凖
沙頭角邨第1-4期（1-51座）出租單位面積及編配標凖：
| 單位款式 | 單位間隔       | 編配標凖  | 內部樓面面積（IFA） |
| -------- | -------------- | --------- | ------------------- |
| 一人單位 | 可間一睡房     | 1人       | 約13.8平方米        |
| 小型單位 | 可間一至兩睡房 | 2－3人    | 約21.1至23.0平方米  |
| 中型單位 | 可間兩至三睡房 | 3－5人    | 約31.1至36.8平方米  |
| 大型單位 | 可間三睡房     | 5人或以上 | 約45.9至54.2平方米  |

沙頭角邨第5期迎海樓出租單位面積及編配標凖：
| 單位款式 | 單位間隔       | 編配標凖 | 內部樓面面積（IFA） |
| -------- | -------------- | -------- | ------------------- |
| 小型單位 | 可間一至兩睡房 | 1－2人   | 約22平方米          |
| 中型單位 | 可間兩至三睡房 | 3－4人   | 約32平方米          |

## 學校
已結束

### 幼稚園
- 迦南中英文幼稚園（沙頭角）

### 小學
- 沙頭角中心小學
- 沙頭角公立學校
- 福德學社小學（前山咀公立學校）

### 補習社
- 現代小學士教育中心（沙頭角）

## 鄰近住宅

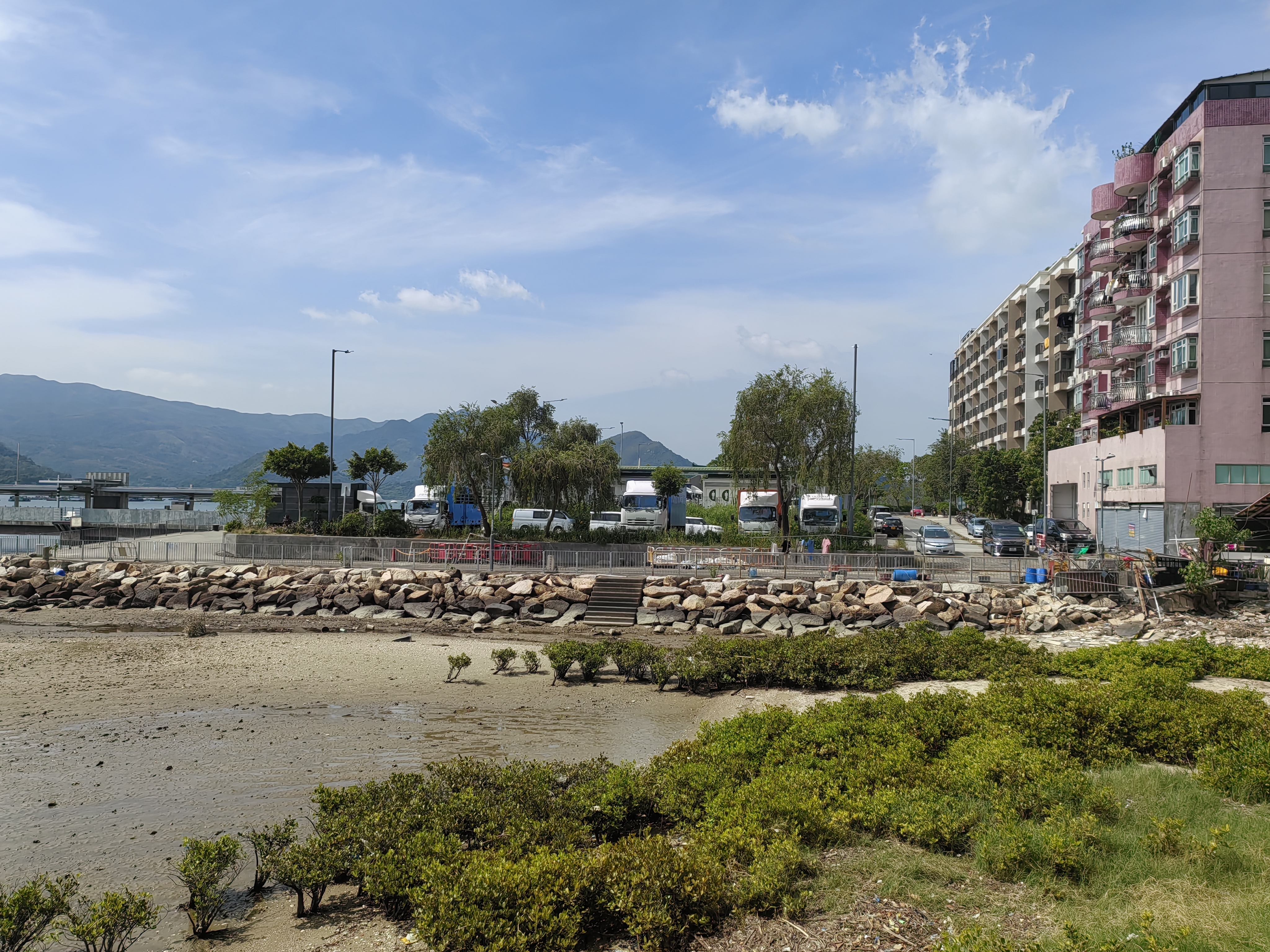
臨近的順隆花園

### 鄉村
- 菜園角村
- 崗下村
- 元墩山村
- 山咀村
- 担水坑村

### 唐樓
- 順安樓
- 遠東樓
- 錦和樓
- 錦興樓
- 錦裳樓
- 新燃樓

### 私人屋苑
- 順隆花園
- 尚澄